# He Hanbin
He Hanbin (en chino: 何汉斌; Nanchang, 10 de enero de 1986) es un deportista chino que compitió en bádminton, en la modalidad de dobles mixto.
Participó en los Juegos Olímpicos de Pekín 2008, obteniendo una medalla de bronce en la prueba dobles mixtos (junto con Yu Yang). Ganó una medalla de plata en el Campeonato Mundial de Bádminton de 2010.

## Palmarés internacional
| Juegos Olímpicos   | Juegos Olímpicos | Juegos Olímpicos  | Juegos Olímpicos |
| Año                | Lugar            | Medalla           | Prueba           |
| ------------------ | ---------------- | ----------------- | ---------------- |
| 2008               | Pekín (China)    | Medalla de bronce | Dobles mixto     |
| Campeonato Mundial |                  |                   |                  |
| Año                | Lugar            | Medalla           | Prueba           |
| 2010               | París (Francia)  | Medalla de plata  | Dobles mixto     |